# Pírgos (berg i Grekland, Västra Grekland)
Pírgos är ett berg i Grekland.   Det ligger i regionen Västra Grekland, i den södra delen av landet, 180 km väster om huvudstaden Aten. Toppen på Pírgos är 1 346 meter över havet.
Terrängen runt Pírgos är varierad. Runt Pírgos är det glesbefolkat, med 13 invånare per kvadratkilometer. Närmaste större samhälle är Lálas, 17,4 km söder om Pírgos. 